# IBM System/4 Pi

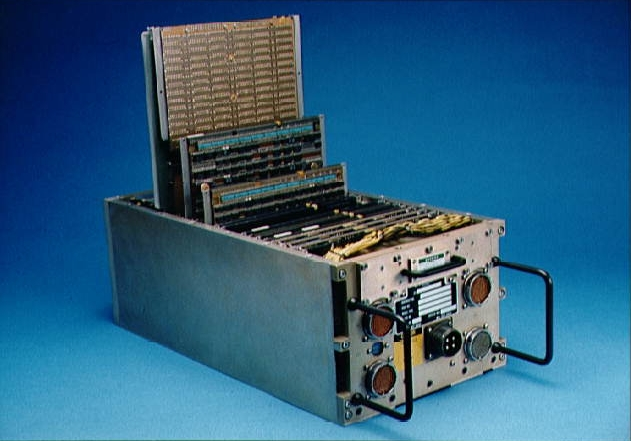
El ordenador de propósito general del transbordador espacial IBM AP-101S es un miembro de la familia System/4 Pi

El IBM System/4 Pi es una familia de ordenadores de aviónica utilizados, en varias versiones, en el caza F-15 Eagle, el E-3 Sentry AWACS, el Harpoon Missile, el Skylab de la NASA, el MOL y el Transbordador Espacial, así como en otros aviones. El nombre del sistema se refiere al número de estereorradianes (4π) en una esfera. El desarrollo comenzó en 1965, las entregas en 1967.
Desciende del enfoque utilizado en la familia de computadoras centrales System/360 en el sentido de que los miembros de la familia estaban destinados a ser utilizados en muchas y variadas aplicaciones de usuario. Anteriormente se habían diseñado computadoras personalizadas para cada aplicación aeroespacial, lo que resultaba sumamente costoso.

## Modelos
System / 4 Pi constaba de modelos básicos:
- Modelo TC (Computadora Táctica)[5][6] - Una computadora del tamaño de un maletín para aplicaciones como la guía de misiles, helicópteros, satélites y submarinos. Peso: alrededor de 18 libras (8,2 kg)
- Modelo CP (Procesador Personalizado/Rendimiento de Costo)[7][8] - Un procesador de rango intermedio para aplicaciones tales como navegación aérea, entrega de armas, correlación de radar y sistemas de campo de batalla móvil. Peso: 80 libras (36,3 kg) en total[9]
  - Modelo CP-2 (Rendimiento de costo - Modelo 2) peso 47 libras (21,3 kg)[10]
- Modelo EP (rendimiento ampliado)[11][12] - Procesador de datos a gran escala para aplicaciones que requieren el procesamiento en tiempo real de grandes volúmenes de datos, como naves espaciales tripuladas, sistemas de alerta y control aerotransportados y sistemas de mando y control. Peso: 75 libras (34,0 kg)

## Conexiones System/360
Conexiones con System/360:
- Los principales conjuntos de almacenamiento de System/4 Pi se ensamblaron a partir de aviones centrales que eran versiones militarizadas de los utilizados en los ordenadores IBM System/360
- El software era tanto para 360 como para 4 Pi
- El Modelo EP usó un subconjunto de instrucciones del System/360[14] (Modelo 44)[15] - los programas de usuario podían ser revisados en el System/360

## Usos
La estación espacial Skylab empleó el modelo TC-1, que tenía una longitud de palabra de 16-bit  y 16,384 palabras de memoria con un ensamblaje de entrada/salida personalizado.
El AP-101, al ser el mejor de la gama System/4 Pi, comparte su arquitectura general con las computadoras centrales System/360.  Tiene16 registros de 32-bit y utiliza un microprograma para definir un conjunto de instrucciones de 154 instrucciones.  Originalmente sólo se disponía de 16 bits para la memoria de direcciones; más tarde se amplió con cuatro bits del registro de  palabras de estado del programa, lo que permitió un rango de memoria directamente direccionable de 1M ubicaciones. Esta computadora de aviónica fue utilizada en el Transbordador Espacial de los Estados Unidos, los bombarderos B-52 y B-1B, y otros aviones. Es una versión reempaquetada del AP-1 utilizado en el caza  F-15.  Cuando se diseñó, era un procesador de alto rendimiento con memoria central. Aunque hoy en día sus especificaciones son superadas por la mayoría de los microprocesadores modernos, se consideraba de alto rendimiento para su época ya que podía procesar 480.000 instrucciones por segundo (en comparación con las 7.000 instrucciones por segundo de la computadora utilizada en la nave espacial Géminis). Permaneció en servicio en el Transbordador Espacial porque funcionaba, estaba certificado para el vuelo y el desarrollo de un nuevo sistema habría sido demasiado costoso. Los AP-101 del Transbordador Espacial fueron aumentados con la tecnología de la cabina de cristal.

El bombardero B-1B emplea una red de ocho computadoras modelo AP-101F.

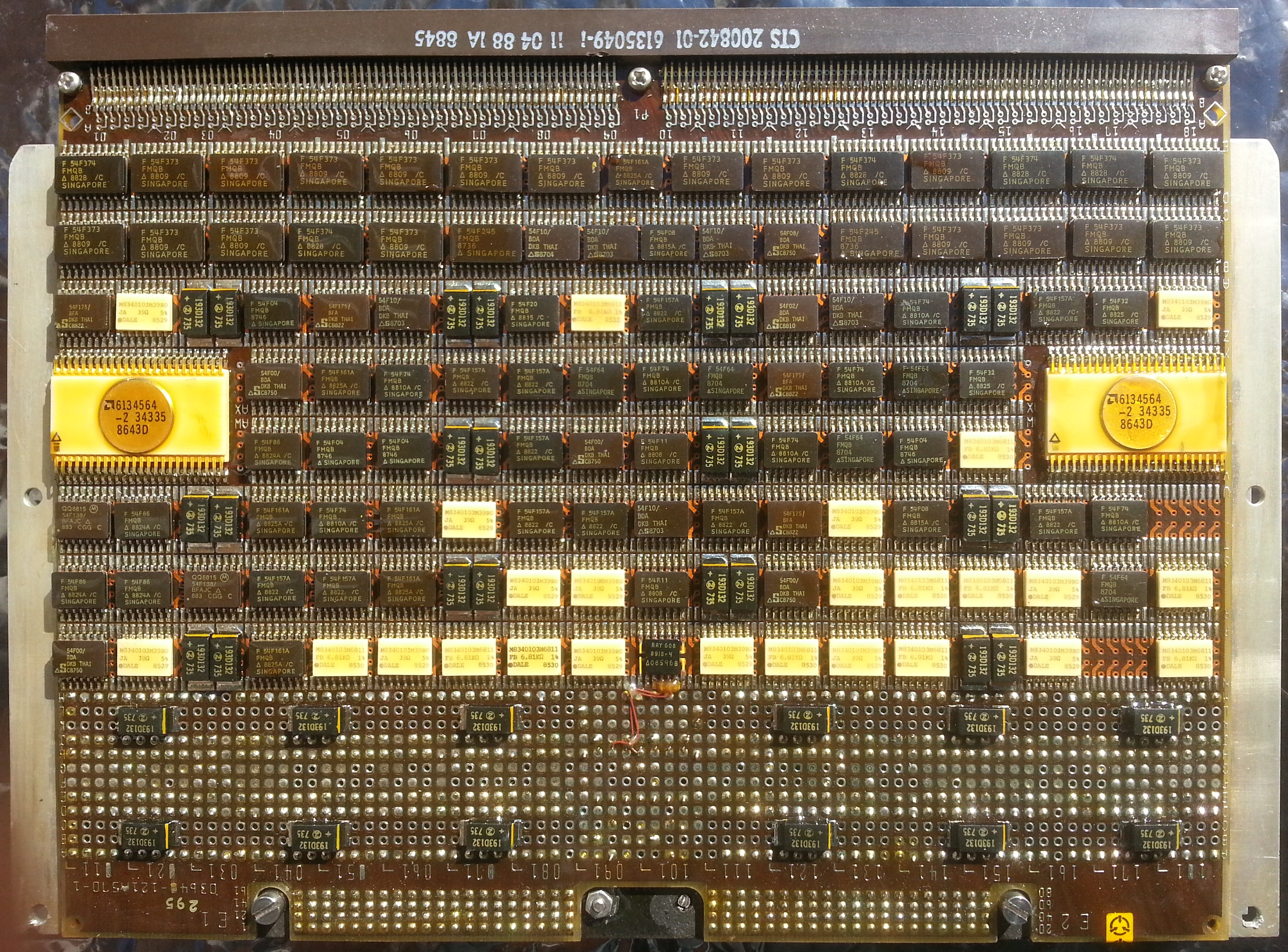
Placa de memoria de semiconductores de un ordenador de propósito general del transbordador espacial IBM AP-101S.

El AP-101B usado originalmente en el transbordador tenía memoria central. La actualización del AP-101S a principios de los 90 usaba memoria semiconductora.  Cada AP-101 en el transbordador estaba acoplado a un Procesador de Entrada-Salida(IOP), que consistía en un Controlador de Secuencia Maestra (MSC) y 24 Elementos de Control de Bus (BCEs). El MSC y los BCEs ejecutaban programas desde el mismo sistema de memoria que la CPU principal, descargando el control del sistema de bus de datos en serie del Transbordador de la CPU.
El Transbordador Espacial utilizó cinco computadoras AP-101 como computadoras de propósito general (GPC). Cuatro operaban en sincronía, por redundancia, mientras que el quinto era un software de respaldo que se ejecutaba de forma independiente. El software de guiado, navegación y control fue escrito en HAL/S, un lenguaje de programación de alto nivel, mientras que gran parte del sistema operativo y el software de utilidad de bajo nivel estaba escrito en lenguaje ensamblador. Los AP-101s utilizados por la Fuerza aérea de los Estados Unidos están programados en su mayoría en JOVIAL, como el sistema que se encuentra en el bombardero B-1B Lancer.